# روبرت هاينز
روبرت هاينز (بالإنجليزية: Robert Hines)‏ (28 مارس 1961 بفيلادلفيا في الولايات المتحدة - ) هو ملاكم أمريكي.

## وصلات خارجية
- روبرت هاينز على موقع بوكس ريك (الإنجليزية) (registration required)